# Xylochora
Xylochora — рід грибів родини Amphisphaeriaceae. Назва вперше опублікована 1954 року.

## Класифікація
До роду Xylochora відносять 3 види:
- Xylochora arxii
- Xylochora craticola
- Xylochora nigropunctata